# Xã Peno, Quận Pike, Missouri
Xã Peno (tiếng Anh: Peno Township) là một xã thuộc quận Pike, tiểu bang Missouri, Hoa Kỳ. Năm 2010, dân số của xã này là 910 người.